# Ramo delle subgiganti
In astronomia col termine ramo delle subgiganti ( o braccio delle subgiganti o SGB acronimo dell'inglese Sub-Giant Branch) ci si riferisce a quella regione del diagramma H-R in cui la stella ha terminato la fase di bruciamento dell'idrogeno nel nucleo e si dirige verso la fase di gigante rossa, aumentando la densità centrale ed espandendo il suo inviluppo esterno.